# Dethlef Carl Rantzau
 Der er flere personer med dette navn, se Frederik Rantzau.
Dethlef Carl rigsgreve Rantzau (21. juni 1726 – 19. november 1803 i Glückstadt) var en preussisk, senere dansk officer, bror til Frederik Rantzau.
Han var søn af rigsgreve Ditlev Rantzau og Frederikke Amalie Rantzau, blev 1741 kadet i Berlin, premierløjtnant i regimentet Prinz Darmstadt, 1746 kaptajn og 1759 overvagtmester (ved slaget ved Kunersdorf). Rantzau gik i dansk tjeneste og blev 1763 major i Dronningens Livregiment, 1764 premiermajor, 1765 oberstløjtnant, 1769 kammerherre, 1774 oberst og regimentschef, 1777 generalmajor, 1781 Hvid Ridder og slutteligt 1789 generalløjtnant og kommandant i Glückstadt.
30. oktober 1748 ægtede han Giesele Christiane von Stammer (21. maj 1730 - 19. juni 1802 i Glückstadt), datter af Henning von Stammer til Wedelitz.